# Moolooite
La moolooite è un minerale, un ossalato di rame idrato scoperto nel maggio 1977 a 12 km da Mooloo Downs, regione di Gascoyne, in Australia Occidentale. La descrizione del minerale è stata pubblicata nel 1986 con l'approvazione dell'IMA. Il nome del minerale è stato attribuito in relazione alla località dove è stato scoperto.

## Morfologia
La moolooite è stata scoperta sotto forma di microscopiche concrezioni formate da aggregati di cristalliti equidimensionali di dimensione inferiore al µm.

## Origine e giacitura
La moolooite è stata trovata nelle crepe e nelle cavità di una formazione di quarzo bianco originate dall'ossidazione dei solfuri, in associazione con sampleite, libethenite e un altro ossalato non identificato.
I minerali associati con la moolooite sono la calcopirite, la digenite e la covellite che ossidandosi hanno originato brochantite, antlerite, atacamite, gesso, barite e jarosite.
Il ritrovamento di fosfati ed ossalati sulla superficie del quarzo dove è stata trovata la moolooite indicano che si sia originata dalla reazione fra il guano e minerali secondari solubili di rame. Un ritrovamento avvenuto in Scandinavia indica che il minerale può formarsi anche per azione dell'acido ossalico secreto dai licheni e le acque superficiali contenenti rame.